# Taxe intérieure de consommation sur les houilles lignites et cokes
 (février 2019).
Si vous disposez d'ouvrages ou d'articles de référence ou si vous connaissez des sites web de qualité traitant du thème abordé ici, merci de compléter l'article en donnant les références utiles à sa vérifiabilité et en les liant à la section « Notes et références ».
La Taxe intérieure de consommation sur les houilles, lignites et cokes, souvent appelée "Taxe intérieure sur le charbon" (TICC), est une des taxes intérieures de consommation.

## Caractéristiques
Cette taxe doit être acquittée par les fournisseurs de charbon et par les importateurs ou producteurs de charbon lorsqu'ils en sont les utilisateurs finals.

## Montant
Son montant est défini dans l'article 266 quinquies B du code des douanes. En 2019, il est de 14,62 euros par Mégawattheure.